# Monochamus nigrovittatus
Monochamus nigrovittatus là một loài bọ cánh cứng trong họ Cerambycidae.